# Доња Стубица
Доња Стубица је град у Хрватској, у Крапинско-загорској жупанији. Према попису из 2011. Доња Стубица је имала 5.680 становника.

## Историја
Доња Стубица је била 1573. године центар одигравања сељачке буне под вођством Матије Губца. Ту се налазило имање хрватског племића Фрање Тахија. Сељачка буна се проширила по целом Загорју, делу Штајерске и Крањске. Пре дизања побуне сељаци су слали три делегације код аустријског цара Максимилијана II, тражећи заштиту од Тахијевог насиља. Побуна је избила 12. јануара 1573. године, и након само 12 дана потпуно је савладана. Дана 15. фебруара 1573. године на Марковом тргу у Загребу погубљен је вођа Губeц.
У месту је рођен 1889. године Виктор Новак, југословенски историчар, професор Београдског универзитета и српски академик.

## Становништво
По попису из 2001. године у граду је живело 5.930 становника. Градоначелник града је Јурај Сребачић.

## Попис 1991.
На попису становништва 1991. године, насељено место Доња Стубица је имало 2.232 становника, следећег националног састава:
| Попис 1991.‍   | Попис 1991.‍  | Попис 1991.‍ | Попис 1991.‍ | Попис 1991.‍ |
| ------------- | ------------ | ----------- | ----------- | ----------- |
|               |              |             |             |             |
| Хрвати        | Хрвати       |             | 2.160       | 96,77%      |
| Срби          | Срби         |             | 17          | 0,76%       |
| Југословени   | Југословени  |             | 15          | 0,67%       |
| Албанци       | Албанци      |             | 5           | 0,22%       |
| Словаци       | Словаци      |             | 4           | 0,17%       |
| Мађари        | Мађари       |             | 3           | 0,13%       |
| Муслимани     | Муслимани    |             | 2           | 0,08%       |
| Словенци      | Словенци     |             | 2           | 0,08%       |
| Јевреји       | Јевреји      |             | 1           | 0,04%       |
| Немци         | Немци        |             | 1           | 0,04%       |
| Украјинци     | Украјинци    |             | 1           | 0,04%       |
| остали        | остали       |             | 4           | 0,17%       |
| неопредељени  | неопредељени |             | 13          | 0,58%       |
| непознато     | непознато    |             | 4           | 0,17%       |
| укупно: 2.232 |              |             |             |             |

## Знаменитости
- дворац Стубички Голубовец, изграђен крајем 18. века
- црква Пресветог Тројства, саграђена око 1346. године
- у непосредној близини Терми Језерчица налази се Хрватски врт Перуника, заједнички пројекат Туристичке заједнице Доње Стубице и Терми Језерчица, у коме је на 6000 м2 засађено 5000 цветова перунике.
- парк природе Медвеница, који има површину од 228 км2

## Партнерски градови
- Родгау